# Поль Олександр Миколайович
Олекса́ндр Микола́йович Поль (20 серпня (1 вересня) 1832, с. Малоолександрівка, Верхньодніпровський повіт, Катеринославська губернія України, Російська імперія — 26 липня (7 серпня) 1890, Катеринослав, Україна, Російська імперія) — український дослідник-археолог українсько-німецького походження, верхньодніпровський поміщик, шляхтич, краєзнавець і підприємець, меценат і громадський діяч.
Брав участь у впровадженні селянської, земської і судової реформ на Катеринославщині, 15 років присвятив вивченню залізних руд Кривого Рогу і доведення їхнього промислового значення. Особисто сприяв тому, щоб у 1881 році розпочались промислові розробки, які визначили подальший бурхливий економічний розвиток Придніпровського регіону.

## Життєпис
Народився у дворянській родині підпоручика Миколи Івановича Поля та Ганни Павлівни Полетики (праправнучка сестри наказного гетьмана Павла Полуботка).
У 1850 році закінчив Полтавську губернську гімназію.
У 1854 році закінчив юридичний факультет Дерптського (зараз Тартуський) університету.
У 1858 - 1860 роках був учасником катеринославського літературно - громадського товариства "Піквікський клуб", котрий ставив на меті моральне вдосконалення суспільства і згуртував ліберальну опозицію міста.
У 1858–1861 роках брав участь у впровадженні селянської реформи в Катеринославській українській губернії. З 1866 року входив до лав Катеринославського губернського земського зібрання.
У 1868–1869 роках брав участь у впровадженні судової реформи в Катеринославській українській губернії.
У 1870 році обраний дійсним членом Одеського товариства історії та старожитностей.
У 1885 році обраний членом-кореспондентом Імператорського московського археологічного товариства.
1887 — надано звання почесного громадянина м. Катеринослава.
Помер 26 липня (7 серпня) 1890 р. у Катеринославі, був похований на Севастопольському кладовищі. Влітку 2020 року загублену могилу О.Поля було знайдено під час археологічних розкопок на території Севастопольського парку м. Дніпро.

## Рудорозробник
Починаючи з 1866 року, Олександр Поль проводив детальне геологічне і геогностичне дослідження корисних копалин Криворізького регіону . У 1873 р. на прохання Поля тут проводив дослідження відомий німецький гірничий інженер Л. Штріпельман. У результаті цих досліджень на кошти Поля у Лейпцигу і Петербурзі була видана (в перекладі) книга «Южно-русские месторождения магнитных железных руд и железного блеска в Екатеринославской (Верхнеднепровского) и Херсонской губерниях» (автор Л. Штріпельман). У 1873-75 роках Поль взяв в оренду багаті на залізну руду криворізькі землі з метою їх подальшого промислового використання. Неодноразово звертався до міністра державного майна (1876, 1877) з проханням сприяти у створенні акціонерної компанії, яка б займалася експлуатацією мінеральних багатств Кривого Рогу. Однак Поль, не одержавши допомоги від уряду, не зміг започаткувати промисловий видобуток руди на Криворіжжі і у 1880 р. віддав права на оренду новоствореній французькій компанії «Товариство залізних руд Кривого Рогу». Сам Поль був великим акціонером цієї компанії.
Після передачі французам орендованих ним земель Поль не полишив справу розробки залізної руди. У 1881 р. він купив у поміщика Л. О. Шмакова за 30 000 крб. 500 десятин землі у Запорізькій ущелині (Велика Дубова балка). Тут Поль збирався видобувати руду, а переробляти її він планував на власному чавуноливарному заводі. Землю під майбутній завод Поль придбав у 1883 р. в Катеринославі поблизу сучасного залізничного вокзалу. Однак розгорнути власне підприємство з видобутку руди Поль так і не зміг. Було видобуто лише декілька тисяч пудів. Не витримавши конкуренції з великими компаніями, які видобували руду в Кривому Розі, Поль змушений був зупинити видобуток залізної руди в Дубовій балці. Окрім руди, велику увагу Поль приділяв аспіду і графіту. На початку 1870-х рр. Поль відкрив підприємства з видобутку аспіду і графіту.
В Олександрівському повіті Херсонської губернії біля с. Миронівка Полем були закладені дві шахти, на яких впродовж 1870-х років видобувався графіт високої якості. У 80-х роках XIX ст. Миронівські рудники графіту поступово звужували видобуток. Така ситуація пояснювалась пониженим попитом на цей матеріал, високими тарифами на залізниці і постійною нестачею коштів у Поля. На початок 80-х років на двох рудниках видобували близько 2000 пудів графіту на рік, хоча за сприятливих умов його видобуток міг збільшитись до 100 000 пудів. Зразки графіту виставляли на виставках сільськогосподарських і промислових виробів у Катеринославі (у 1880 р.) та Одесі (у 1884 р.). Однак, незважаючи на пропагування справді високоякісного графіту і необхідність його використання у металургійній промисловості (з графіту виготовляли вогнетривкі тиглі), великого масштабу видобуток графіту так і не набув.
Така ж доля спіткала і підприємство Поля з розробки аспіду. На початку 1872 р. Поль разом із князем С. В. Кочубеєм розпочав розробку аспідного сланцю, родовище якого містилося на відстані 6 кілометрів від Кривого Рогу в с. Покровському. Це родовище було відоме ще з козацьких часів і славилося якісним матеріалом, який використовували для покривання стріх і настилу підлоги. У 1872 р. Поль їздив до Європи з метою вивчення досвіду промислового видобутку аспіду. Розробки Покровського аспіду розпочались у 1872 р. Аспідні плити з Покровського родовища вирізнялись високою якістю, що неодноразово було підтверджено на різноманітних виставках (1873 р. — Москва). Основний ринок збуту аспідних плит охоплював Херсонську, Катеринославську і Миколаївську губернії. У Миколаєві цими плитами було перекрито багато казенних будівель, аспід був використаний і для спорудження пам'ятника адміралу С. К. Грейгу у Миколаєві (відкритий 21 травня 1873 р.). Під час будівництва Катерининської залізниці аспідом перекрили багато залізничних станцій і різних будівель для адміністрації Катерининської залізниці.
Після занепаду Покровських аспідних ломок на початку 1880-х рр., Поль взявся за розробку аспіду, який залягав в його новопридбаному маєтку Дубова балка (1881 р.). Та розпочати повномасштабний видобуток аспіду в Дубовій балці (Запорізька ущелина) Полю не вдалось, як не вдалось налагодити тут і видобуток залізної руди. Покровське і Запорізьке аспідні родовища були єдиними на всю Російську імперію, і саме завдяки О. М. Полю про них знали у всій Російській імперії. 2001 року в м. Кривий Ріг науковці й краєзнавці провели ювілейні (до 120-річчя гірничих розробок у Кривбасі) дубовобалківські читання. Провідна тема читань — подвижницька діяльність засновника промислових гірничих розробок у басейні Олександра Поля .
Поруч із дослідженням криворізького родовища і промисловими заняттями Поль приділяв увагу сільському господарству. Поль почав активно займатися сільським господарством наприкінці 50-х років XIX ст., після того, як у 1857 р. придбав маєток біля сіл Олександропіль і Приют. О. М. Поль практикував не лише хліборобство, яке, на його думку, приносило нестабільний доход, а навпаки, намагався займатись різними видами сільськогосподарської і промислової діяльності. Він мав кінний і цегельний заводи, розводив велику рогату худобу, активно торгував продуктами сільського господарства.

## Заводчик
В різний час Поль утримував десятки коней кількох порід. Чималих успіхів Поль досяг у заняттях скотарством. Він належав до найбільших власників великої рогатої худоби у Верхньодніпровському повіті. Його стадо нараховувало до сотні голів корів і биків степової української породи. За заводську худобу і коней Поль неодноразово одержував нагороди на катеринославських сільськогосподарських виставках (1874 р., 1880 р., 1886 р.)

## Археологічні розвідки
Поль — археолог-аматор, самостійно проводив археологічні розкопки, колекціонував старожитності, створивши одну з найбільших приватних колекцій на півдні Російської імперії. Брав участь у роботі археологічних з'їздів в Петербурзі (1872 р.) та Одесі (1884 р.). У 1887 р. на базі своєї колекції створив приватний археологічний музей у Катеринославі. Велику частину колекції Поля становило зібрання предметів, пов'язаних з історією Запорозької Січі. Деякі з них він одержав у спадок від предків, які належали до відомих козацьких шляхетських родин (Полетики, Полуботки, Савичі, Малами). Більшість предметів запорозької старовини Поль знайшов під час археологічних розкопок або придбав шляхом купівлі. Ареал знахідок можна окреслити межами Катеринославської та Київської губерній: с. Волоське, с. Діївка, с. Звонецьке, м. Канів, м. Катеринослав, с. Ігрень, с. Капулівка, с. Михайлівка, с. Мишурин Ріг, м. Нікополь, м. Новомосковськ, с. Переволочна, с. Старі Кодаки, Старий Київ, о. Хортиця. Не заради своєї користі чи поміщицької примхи Поль збирав колекцію старожитностей. Характерною рисою археологічних занять Поля стало те, що знайдені речі він не збирався використовувати лише для власного вжитку. Ще за життя він надіслав кілька експонатів до державного музею Ермітаж і музею Одеського товариства історії та старожитностей. У 1905 р. в Катеринославі відкрився Обласний музей (зараз Дніпровський історичний музей), складовою частиною експозиції якого стала колекція старожитностей Поля. Значну частину експонатів відділу історії запорізького козацтва у Дніпровському історичному музеї (зала № 2) становлять речі з колекції Поля.

## Вшанування
- Ще за життя Поля у Дубовій Балці (територія сучасного Кривого Рогу) йому було встановлено бронзовий бюст з написом «Малороссийскому Колумбу». Однак, через два роки після відкриття пам'ятник було вкрадено і він більше не відновлювався[4].
- 17 липня 1891 року поблизу Гданцівського чавуноливарного заводу було встановлено бронзовий бюст О. М. Полю в присутності директора Гірничого департаменту. Автор — скульптор Б. В. Едуардс [5]. Бюст було встановлено на моноліті з криворізької руди, що мала в основі місцевий кварцит, і споруджено на кошти Товариства криворізьких руд, яке першим почало розробку місцевих залізних руд. Напис на постаменті свідчив «Полезной деятельности А. Н. Поля в Кривом Роге 1870—1890 от Акционерного Общества Криворогских железных руд»[6].

- 19 грудня 1996 року відкритий пам'ятник О. М. Полю у старій частині Кривого Рогу на березі річки Саксагань, на перетині вулиць К. Маркса та Жовтневої (колишні Поштова та Базарна, нині Поштовий проспект та вулиця Олександра Поля). Автор — скульптор О. В. Васякін. Відлитий у фасонно-ливарному цеху металургійного комбінату (Кривий Ріг) майстром Н. П. Репніковим. Напис на постаменті «Олександру Полю засновнику промислового виробництва Криворізьких залізних руд»[4].
- На будівлі колишнього Верхньодніпровського земства встановлено пам'ятну дошку з портретом О.Поля і написом: «В цій будівлі Верхньодніпровського земства з 1869—1890 Олександр Поль виконував обов'язки мирового судді».
- Проспект Олександра Поля — центральна вулиця Центрального району міста Дніпра.
- Вулиця Олександра Поля — вулиця у Центрально-Міському районі Кривого Рогу.
- У вересні 2020 року саме з відкриття мініскульптури "Міст Олександра Поля" біля будівлі Дніпровської міської ради почалася реалізація проєкту Відчуй Дніпро
- У вересні 2021 року, напередодні 190-го дня народження Поля, його останки перепоховано в Севастопольському парку в Дніпрі[7]

## Місця
- Маєток О. М. Поля у Дубовій Балці в Кривому Розі (вулиця Дишинського, поблизу шахти «Більшовик»). Сьогодні належить різним фірмам, лише декілька кімнат відведені під музей[8].

## Світлини

Погруддя О.М.Полю в Кривому Розі
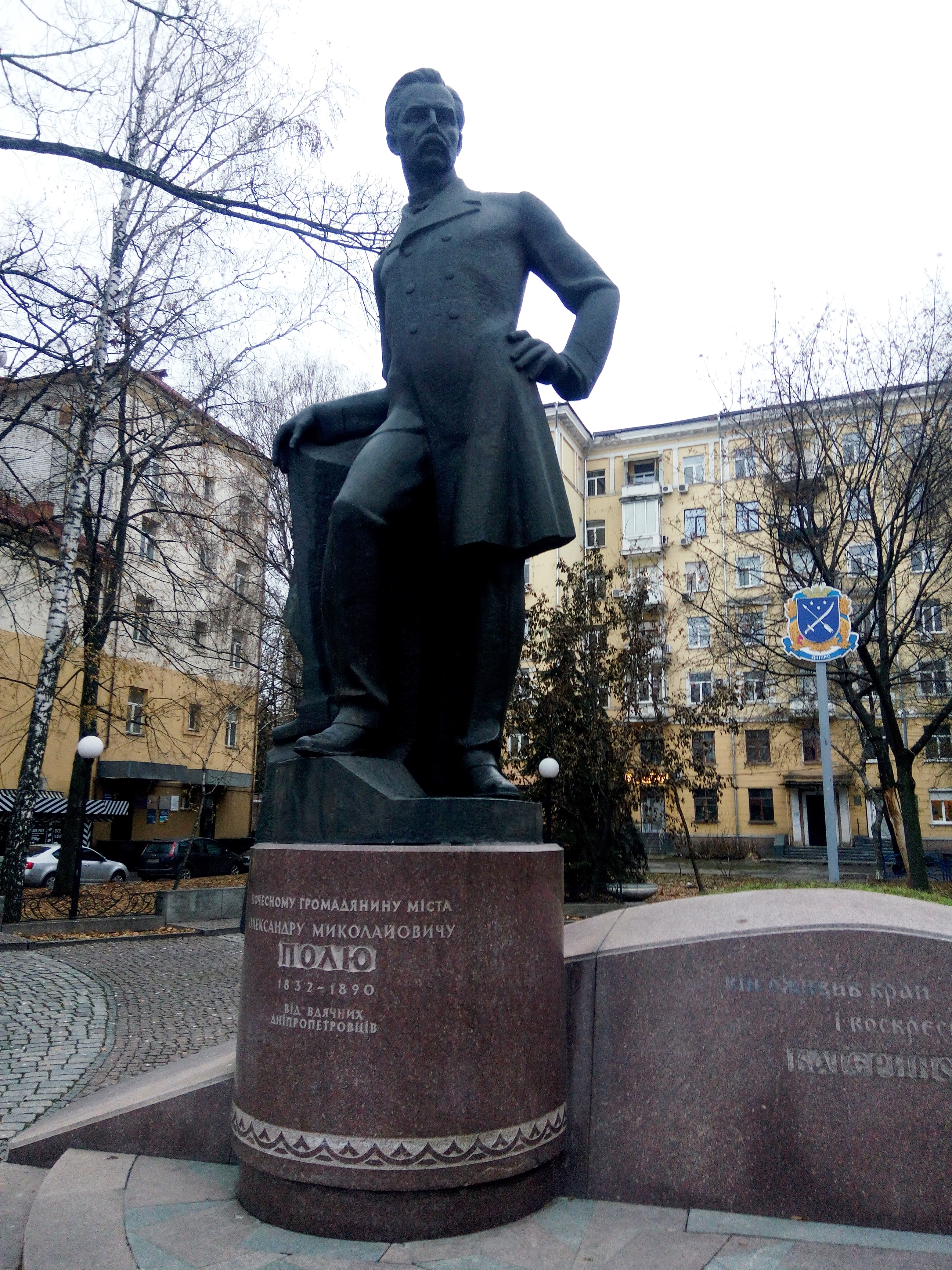
Пам`ятник Олександру Полю у Дніпрі
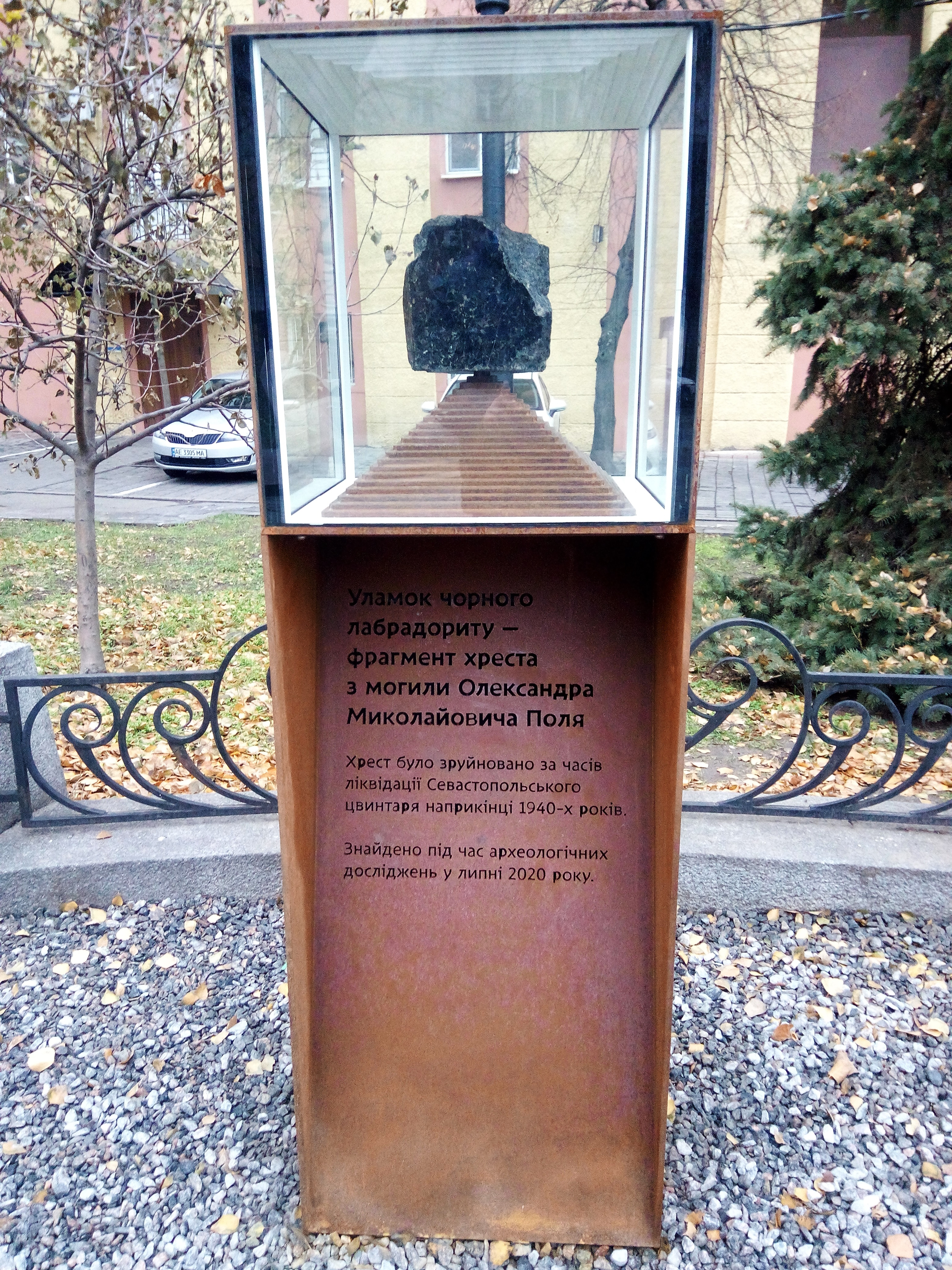
Уламок хреста з могили О.Поля на Севастопольському цвинтарі
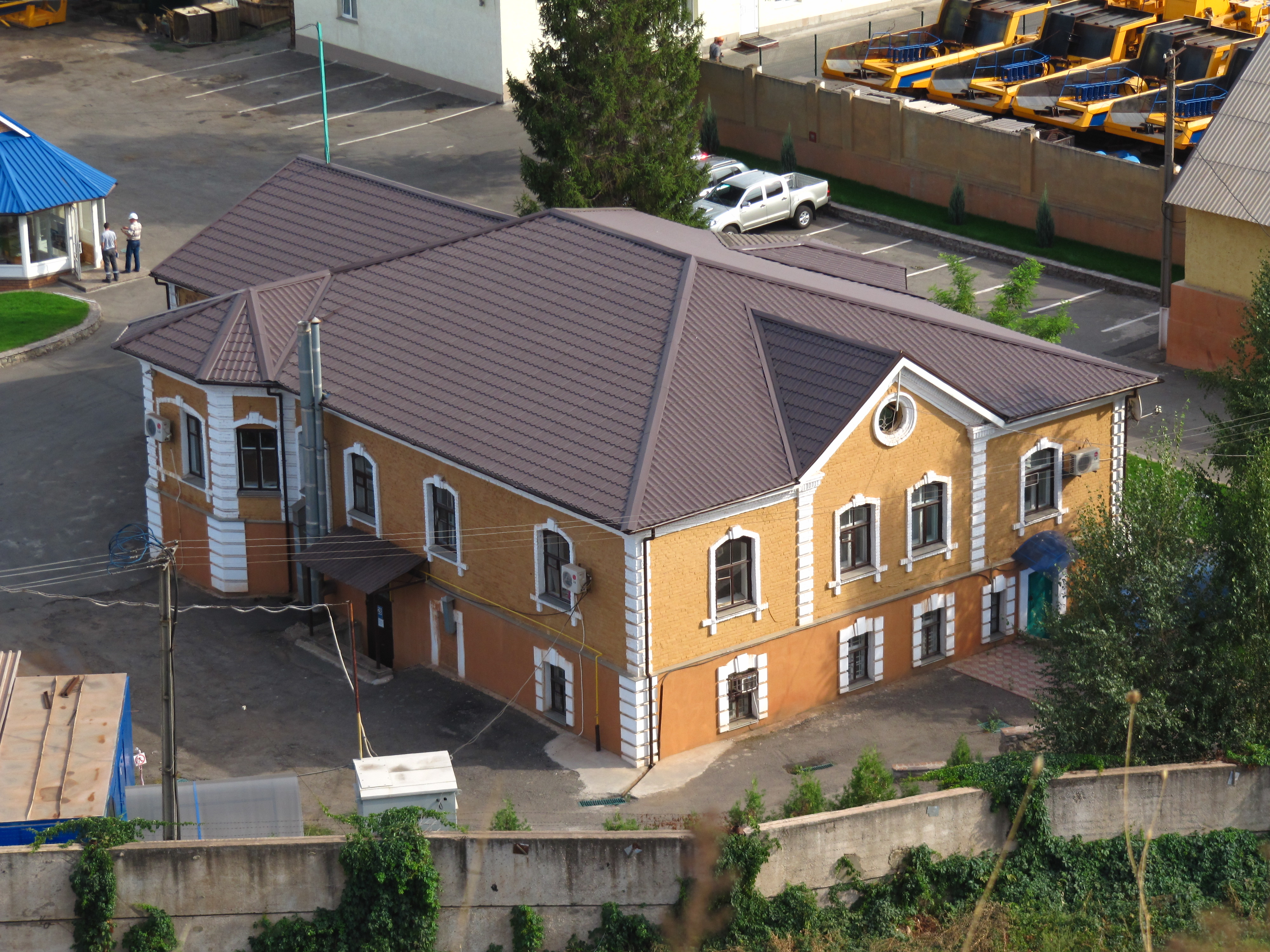
Садиба Олександра Поля, Кривий Ріг, вул. Дишинського,1. Вид на будинок з верху відвалу
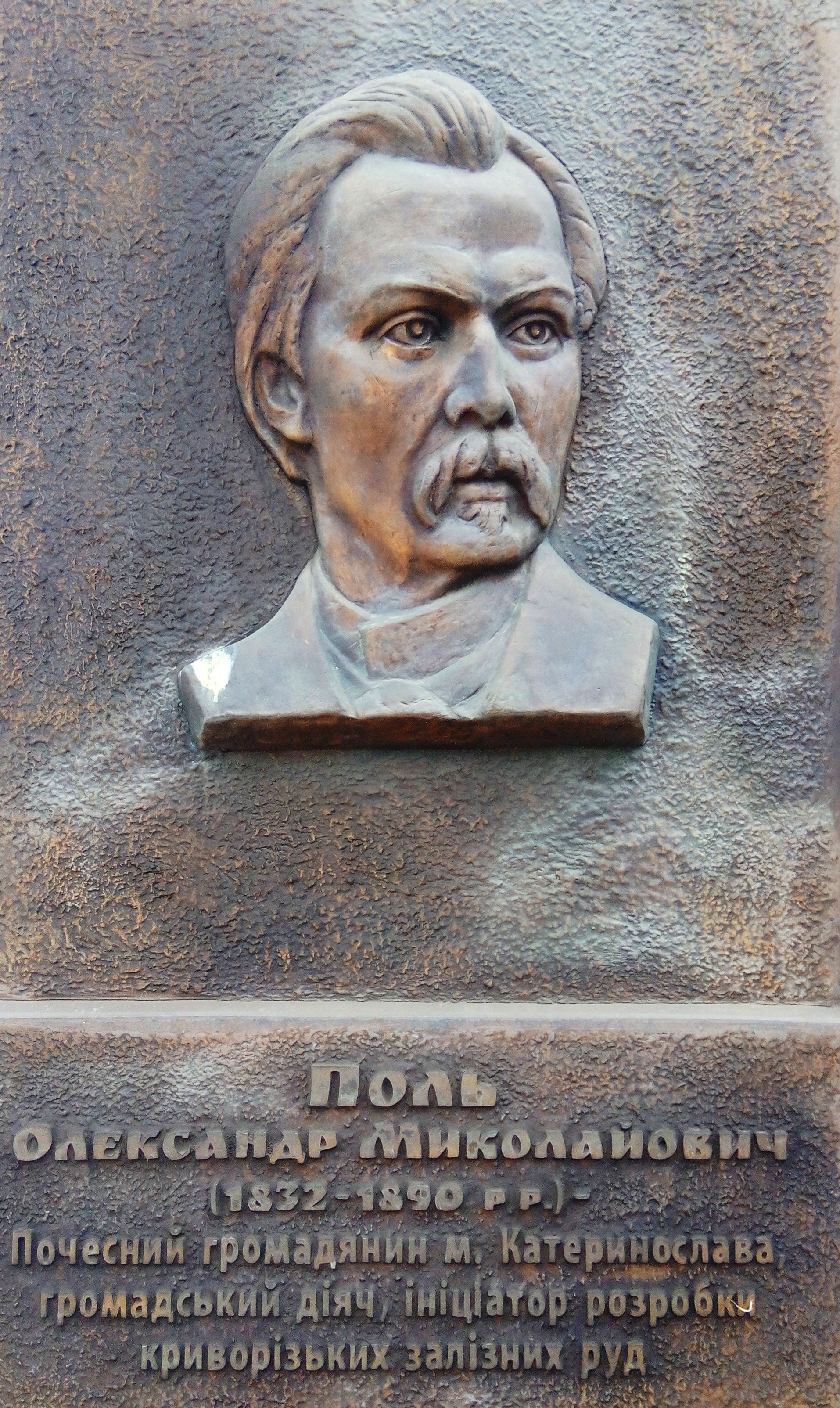
Бронзовий барельєф Олександру Полю на площі Козацька у Дніпрі
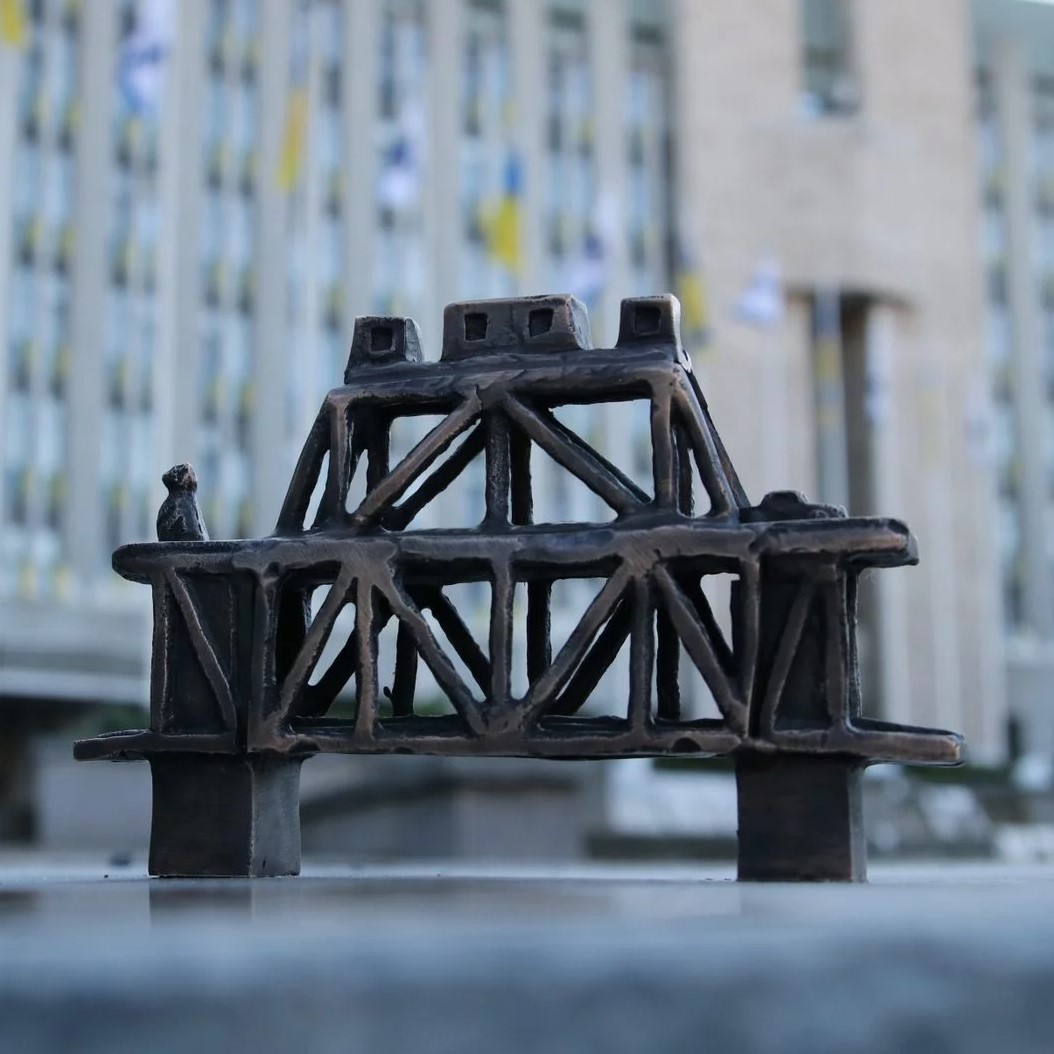
Мініскульптура "Міст Олександра Поля" проєкту Відчуй Дніпро
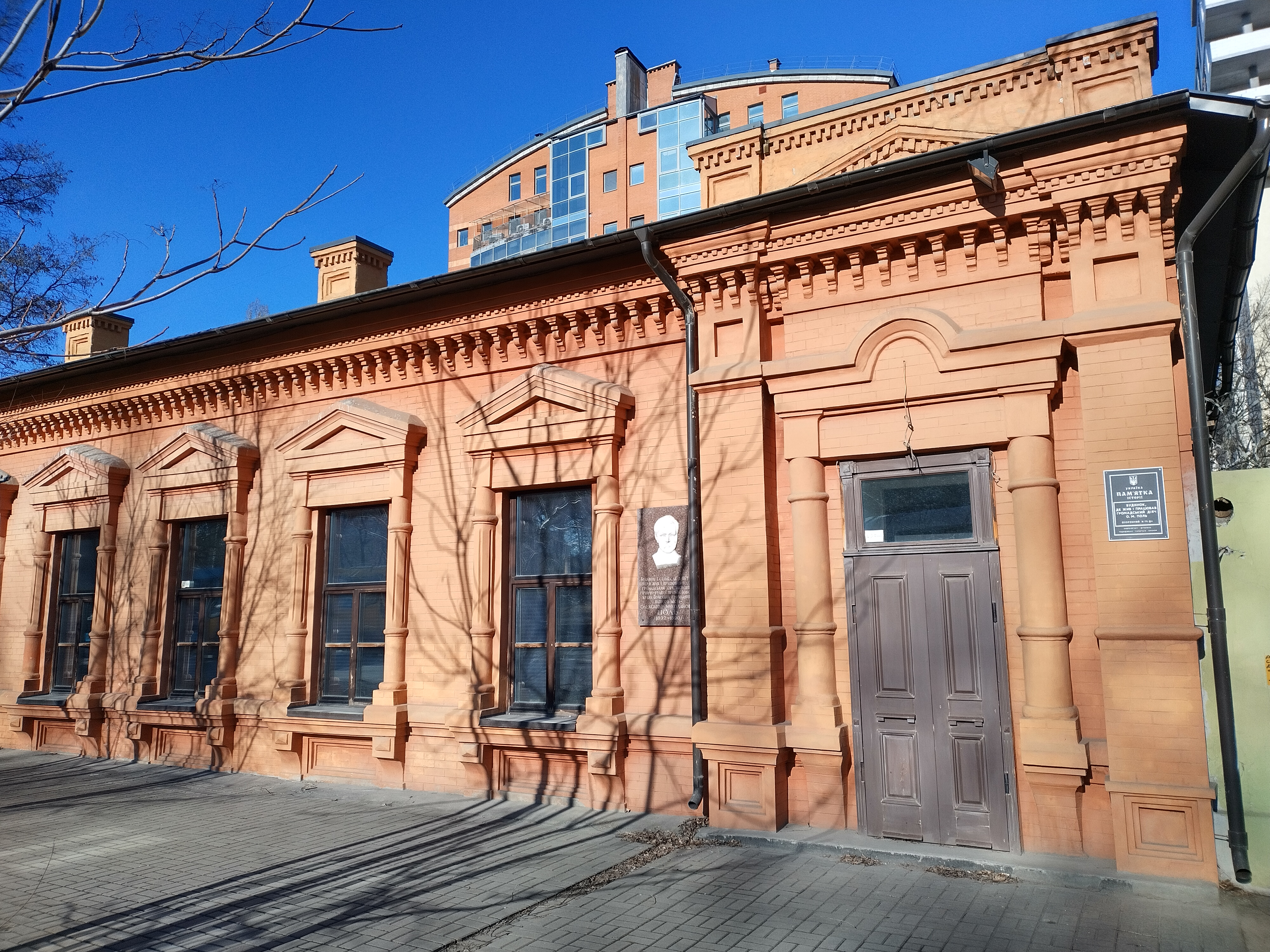
Будинок на Соборній площі у Дніпрі, де жив і працював громадський діяч О.М. Поль
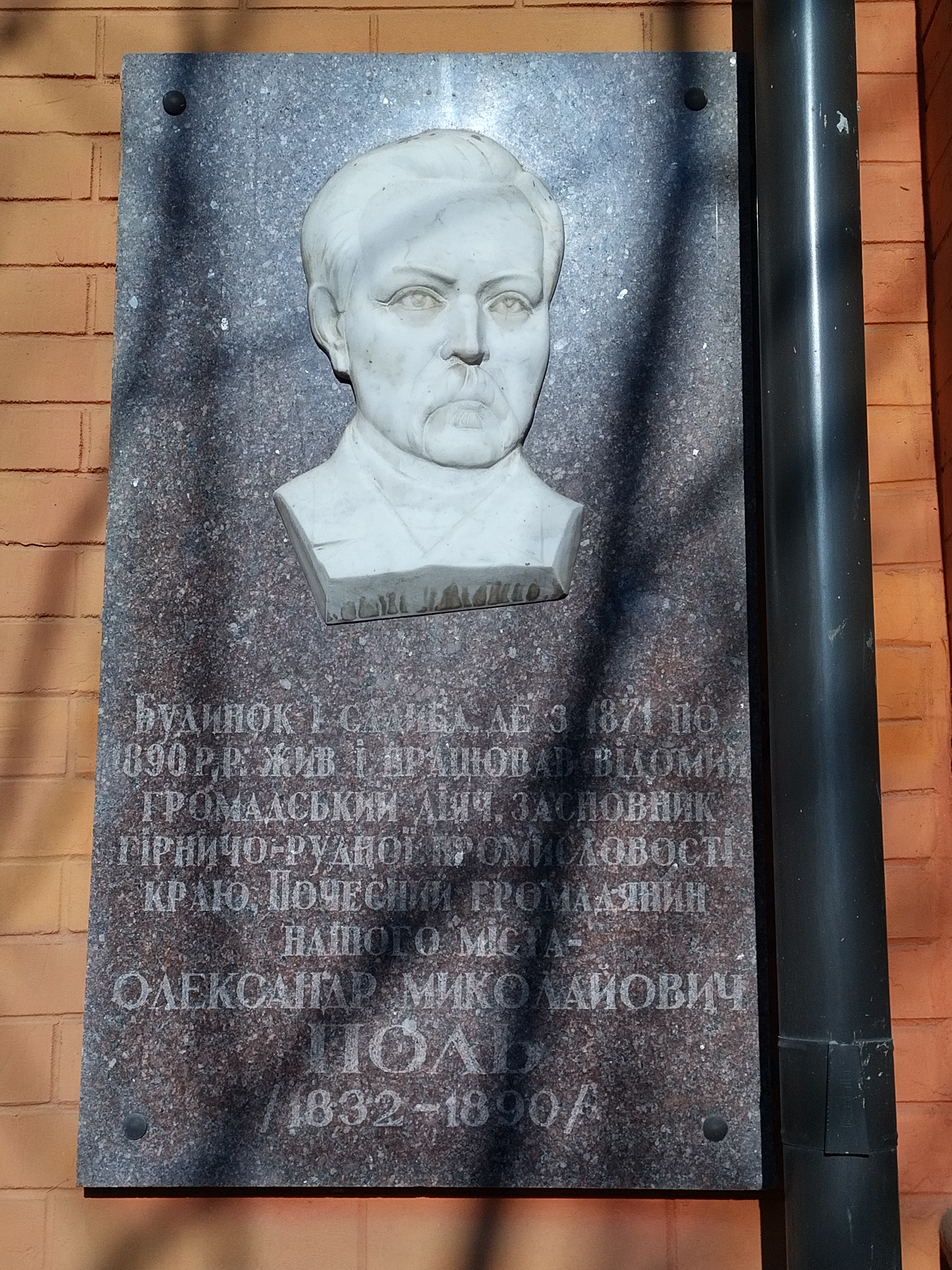
Меморіальна дошка на фасаді будинку де жив О.Поль, Дніпро
Пам'ятник Олександру Полю (Гданцівка), 1891

## Праці
- Поль А. Н. Археологические поиски // Записки Императорского Одесского общества истории и древностей. — Одесса: 1872. — Т.8. — С.439-442;
- Поль А. Н. Мишурин Рог // Записки Императорского Одесского общества истории и древностей. — Одесса: 1872. — Т.8. — С.434-438.
- Каталог коллекции древностей А. Н. Поль, в Екатеринославе. Вып. 1 / сост. К. Мельник. — Киев: Тип. С. В. Кульженко, 1893. — V, 217, 7 с., XIV, 1 л.